# Пашин, Пётр Лукьянович
Пётр Лукьянович Пашин (1916—1996) — сержант Советской Армии, участник Великой Отечественной войны, Герой Советского Союза (1943).

## Биография
Пётр Пашин родился 12 июля 1916 года в деревне Гусиновка (ныне — Золотухинский район Курской области). После окончания неполной средней школы работал в колхозе. В июне 1941 года Пашин был призван на службу в Рабоче-крестьянскую Красную Армию. С февраля 1943 года — на фронтах Великой Отечественной войны.
К августу 1943 года сержант Пётр Пашин был пулемётчиком 1087-го стрелкового полка 322-й стрелковой дивизии 13-й армии Центрального фронта. Отличился во время Курской битвы. 26 августа 1943 года Пашин, ведя массированный пулемётный огонь, в значительной степени способствовал прорыву немецкой обороны. Также неоднократно отличался во время последующих боевых действий.
Указом Президиума Верховного Совета СССР от 16 октября 1943 года за «образцовое выполнение боевых заданий командования на фронте борьбы с немецкими захватчиками и проявленные при этом мужество и героизм» сержант Пётр Пашин был удостоен высокого звания Героя Советского Союза с вручением ордена Ленина и медали «Золотая Звезда» за номером 1678.
В 1946 году Пашин был демобилизован. Проживал и работал в селе Озерово Золотухинского района Курской области. Скончался 14 августа 1996 года.
Был также награждён орденами Отечественной войны 1-й степени и Красной Звезды, рядом медалей.